# Alberto Bárcena Pérez
Alberto Bárcena Pérez, né en 1955 à Madrid, est un historien, journaliste et essayiste espagnol.

## Biographie
Bárcena est titulaire d'un diplôme en droit de l'université complutense de Madrid et d'un doctorat en histoire contemporaine de la CEU San Pablo. Depuis 2001, il est professeur à l'Institut des sciences humaines Angel Ayala de l'université CEU San Pablo, où il a enseigné les matières d'histoire des civilisations, d'histoire d'Espagne, d'histoire sociale de l'Europe et de la doctrine sociale de l'Église aux facultés de droit, économie et sciences humaines. Il a également été professeur à Universitas Senioribvs.
Il a collaboré à Libertad Digital.

## Travaux
Il est l'auteur d'un livre sur le monument du Valle de los Caídos. Il présente ses travaux lors de conférences.

## Positionnements
Il considère que les Nations unies et l'Union européenne, avec le soutien de "pratiquement tous les pays et partis politiques à l'exception de ceux du Groupe de Visegrad", ont conçu un nouvel ordre mondial afin de diminuer la population et faciliter le contrôle, détruire la religion et "changer le modèle familial". Il affirme que ladite idéologie — qu'il appelle le « credo de l'Antéchrist », selon l'expression de Benoît XVI — s'est imposée « dans tout l'Occident » par un processus d'endoctrinement généralisé et l'adoption de nouveaux droits (avortement, mariage homosexuel, procréation assistée, euthanasie...) dans les pays démocratiques.
Selon lui, lors de l'exhumation de Francisco Franco, « il y a eu un rituel maçonnique dans la basilique de Valle de los Caídos lors de la profanation de la tombe de Franco » suivant le rite écossais ancien et accepté, ce qui répondait au besoin de vengeance contre la personne de Franco, celui-ci étant considéré comme un assassin d'Hiram Abiff,.

## Filmographie
- Garabandal, Dieu seul le sait, 2018.

## Publications
- A. Bárcena Pérez, La redención de penas en el Valle de los Caídos (2012) -Tesis doctoral-
- A. Bárcena Pérez, La guerra de la Vendée: una cruzada en la revolución (2014)
- A. Bárcena Pérez, Los presos del Valle de los Caídos (2015)
- A. Bárcena Pérez, Iglesia y masonería: las dos ciudades (2016)
- A. Bárcena Pérez, La pérdida de España. Tomo I: De la Hispania Romana al reinado de Alfonso XIII (2019)
- A. Bárcena Pérez, La pérdida de España. Tomo II: De la II República a nuestros días (2020)